# Regiunea Kursk
Regiunea Kursk (în rusă Курская область, Kurskaia oblast) este o regiune din sud-vestul Rusiei, fiind mărginită la vest de Ucraina.

## Istorie
În august 2024, forțele ucrainene au trecut granița în regiunea Kursk în timpul invaziei Rusiei în Ucraina, ceea ce a dus la ca o parte a regiunii să fie sub ocupație ucraineană.

## Geografia

### Orașe mai mari
| Orașe / Așezări mai mari | Numele rusesc       | Locuitori (1. ianuarie 2006) |
| ------------------------ | ------------------- | ---------------------------- |
| Kursk*                   | Курск               | 405.499                      |
| Jeleznogorsk*            | Железногорск        | 96.436                       |
| Kurceatov*               | Курчатов            | 46.463                       |
| Lgov*                    | Льгов               | 22.567                       |
| Șcigry*                  | Щигры               | 18.506                       |
| Rîlsk*                   | Рыльск              | 17.193                       |
| Oboian*                  | Обоянь              | 13.801                       |
| Dmitriev-Lgovski*        | Дмитриев-Льговский  | 8.149                        |
| Imeni Karla Libknehta    | им. Карла Либкнехта | 7.911                        |
| Kșenski                  | Кшенский            | 6.790                        |
| Sudja*                   | Суджа               | 6.739                        |
| Gorșecinoe               | Горшечное           | 6.474                        |
| Korenevo                 | Коренево            | 6.421                        |
| Glușkovo                 | Глушково            | 5.426                        |
| Fatej*                   | Фатеж               | 5.400                        |
| Pristen                  | Пристень            | 5.351                        |
| Preamițîno               | Прямицыно           | 5.286                        |

### Particularitate
Cea mai puternică anomalie magnetică din lume se găsește în această regiune. Această anomalie se datorează zăcămintelor de minereu de fier care se află în subsol. Bazinul în care se află minereul are 800 km lungime și 200-250 km lățime. Minereurile de fier se află în general la adâncimi cuprinse între 60 și 650 m.